# Anne-Marie Leduc
Anne-Marie Leduc (verheiratete Lack; * 18. März 1937 in Ventron) ist eine ehemalige französische Skirennläuferin.

## Biographie
Anne-Marie Leduc wurde als neuntes von zwölf Kinder im Skigebiet Frère-Joseph in Ventron in den Vogesen geboren. Ihre Schwestern Thérèse und Marguerite waren ebenfalls als Skirennläuferinnen aktiv.
1960 nahm Anne-Marie Leduc zum ersten und einzigen Mal an Olympischen Winterspielen teil. Bei den Wettkämpfen in Squaw Valley verpasste sie als Achte im Riesenslalom nur knapp eine Medaille. Der Rückstand auf die drittplatzierte Italienerin Giuliana Chenal Minuzzo fehlten ihr lediglich sechs Zehntelsekunden.
1961 wurde sie französische Meisterin im Slalom. Ein Jahr später belegte sie bei den Weltmeisterschaften in Chamonix in der gleichen Disziplin Platz 6.
Nach dem Ende ihrer Karriere arbeitete Leduc im Skigebiet Frèrer-Joseph.

## Erfolge

### Olympische Winterspiele
- Squaw Valley 1960: 8. Riesenslalom, 17. Slalom

### Weltmeisterschaften
- Squaw Valley 1960: 8. Riesenslalom, 17. Slalom
- Chamonix 1962: 6. Slalom, 14. Abfahrt

### Französische Meisterschaften
- Französische Meisterin im Slalom (1961)